# Abstenção

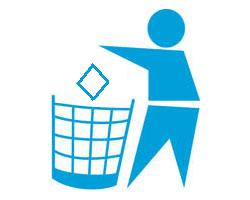
Logo Abstencionista

Em Política, abstenção é o ato de se negar ou se eximir de fazer opções políticas. Abster-se do processo político é visto como uma forma de participação passiva. Também importante de referir que a abstenção eleitoral é uma atitude aceita por muitos anarquistas e muitas vezes condenada por alguns democratas.

## Tipos de Abstenção
Na maior parte das Democracias, existem duas formas de manifestar-se a abstenção:
- não-presencial: o eleitor expressa a abstenção ausentando-se do instrumento de votação.

- presencial: o eleitor utiliza o instrumento de votação para expressar a atitude abstencionista. Em Portugal e no Brasil, por exemplo, o voto nulo e o voto em branco podem incluir decisão abstencionista para além de outras manifestações de pensamento.

Uma forma de diferenciar os dois tipos de abstenção, é recorrendo a uma analogia às sondagens de opinião, em que a abstenção não-presencial corresponde ao "Não quer responder" e abstenção presencial ao "Outra resposta/Não sabe/Não responde".

## Causas comuns da Abstenção
A abstenção pode ser resultante de uma ou várias razões em baixo enunciadas:
- Estruturais e de dificultada resolução:

- - Desagrado pelo sistema de votação e/ou modelo de Democracia vigentes.
  - Não-identidade com nenhum programa dos partidos ou em candidatos à Presidência da República.
  - Forma de protesto contra alguma lei ou leis que originam descontentamento populacional, que em muitos casos está associado a boicotes eleitorais.
  - Qualidade das campanhas eleitorais:  clima de violência verbal , arremesso partidário ou de carácter, e debates em que haja descontextualização ao âmbito das eleições

- Externas e de média/fácil resolução:

- - Falta de esclarecimento eleitoral (mais concretamente: informação sobre programas, regras eleitorais, dados pormenorizados sobre candidatos,  apresentação ampla de resultados centralizado e qualquer outra legislação de contexto politico). As comissões de eleições, tais como a CNE institucionalizada em Portugal, têm a função de intervir neste âmbito que muito obstante se negligencia por completo.
  - Barreiras sociais de acesso ao voto (inexistência de novas tecnologias de votação: internet e telefone, incapacidade seja no custeamento da deslocação ou na mobilidade ao local de voto).
  - Desigualdade colossal na exposição de partidos e candidatos à PR nos Mídia (normalmente presente em regimes totalitários, e sistemas bipartidaristas).
  - Divulgação de sondagens em tempo de campanha as quais originam ou ênfase ou desistência na participação. O voto útil, normalmente constatado em sistemas bipartidaristas.
  - Falhas de ordem técnica nos instrumentos de votação (por exemplo, nas eleições Presidenciais de 2011 em Portugal, muitos eleitores ficaram impedidos de votar porque o website com o número de eleitor dos cidadãos esteve inoperacional durante o dia de votação).
  - Erro na contagem de eleitores nos cadernos eleitorais (os chamados "eleitores fantasma").
  - Recandidatura de mesmos candidatos

## Censura à Abstenção
Têm vindo a ser recorrente a prática de desresponsabilizar a mesma taça de abstenção  - quer seja por comentadores em media publica, seja por políticos - não apresentando dados de resultados eleitorais em site centralizado.  Discursos redutores que apelam ao desprezo e minimização do impacto de abstenção obtida são muitas das vezes estigmatizantes e/ou culpabilizantes. 

## Abstenção, Obrigatoriedade de Voto e Prospecção da Democracia
Muitos defensores da "obrigatoriedade de voto" têm uma visão simplista crendo que desta forma assegura-se a resolução da problemática da abstenção. Com efeito, a obrigação de voto origina outro problema - o voto inconsciente . Para todos os efeitos, para que se conquiste uma Democracia  mais participativa é impreterivelmente necessário garantir o seu aprofundamento a todos os níveis eliminando todos os obstáculos atrás enunciados.
Ao contrário do que acontece em Portugal e na generalidade de muitos outros países,  no Brasil ao não se votar  os eleitores são prejudicados amplamente seja termos monetários (por aplicação de multa)  seja no impedimento a concursos de emprego estaduais. Defensores deste "Voto Compulsório", admitem que seja a melhor forma de alertar a consciência dos deveres de cidadãos na participação em sociedade. Inversamente, muitos outros politólogos consideram esta obrigatoriedade desconexa com a abrangência do sentido democrático, porque ao invés de auscultar os eleitores e as razões que os movem para o desinteresse de participação cívica, prefere-se penalizar, de certa forma ditatorialmente, quem não vota. Ou seja, alega-se que é um contrassenso extremamente corrosivo dentro da própria Democracia, que invés de a tornar apelativa aos cidadãos  -  mediante tão mecanismos diversos que passam por exemplo por simples alteração de boletins a fim de permitir que eleitores expressem razões de sua não-participação  -  transfigura os verdadeiros comportamentos eleitorais sem interceder introspectivamente sobre o problema da abstenção.

## Citações sobre Abstenção
- Arend Lijphart

"A abstenção é um fenómeno muito importante. E ela é importante porque representa uma forma funcional de desigualdade política e, participação desigual significa influência desigual, na medida em que acarreta importantes consequências para quem é eleito e para o conteúdo das políticas públicas."
- Miguel Relvas (23 de Janeiro de 2011)

"Sobre a abstenção voluntária é preciso reflectir, disse o dirigente social-democrata, e recorda que é uma tendência quando os eleitores são chamados a reeleger um Presidente, como já aconteceu com Mário Soares e Jorge Sampaio." 
- José Socrates (3 de Junho de 2011)

"A esses que estão indecisos, digo que a abstenção não é uma escolha, mas uma desistência(...)"
- http://legislativas.sapo.pt/2011/noticias/info/artigo/1157643.html Em falta ou vazio |título= (ajuda)

## Evolução da Abstenção (não-presencial) em Portugal
Nota: Esta tabela não inclui a abstenção presencial (votos brancos/nulos). Apenas representa a abstenção não-presencial segundo valores oficiais avançados pela CNE
| ANO  | Eleições Legislativas | Eleições Autárquicas | Eleições Presidenciais                                              | Eleições Europeias | Eleições Regionais | Eleições Regionais | Referendo Nacional                      |
| ANO  | Eleições Legislativas | Eleições Autárquicas | Eleições Presidenciais                                              | Eleições Europeias | Açores             | Madeira            | Referendo Nacional                      |
| ---- | --------------------- | -------------------- | ------------------------------------------------------------------- | ------------------ | ------------------ | ------------------ | --------------------------------------- |
| 1975 | 8,34%                 |                      |                                                                     |                    |                    |                    |                                         |
| 1976 | 16,47%                | 35,34%               | 24,53%                                                              |                    | 32,49%             | 25,20%             |                                         |
| 1979 | 17,13%                | 28,26%               |                                                                     |                    |                    |                    |                                         |
| 1980 | 16,06%                |                      | 15,61%                                                              |                    | 22,98%             | 19,15%             |                                         |
| 1982 |                       | 28,95%               |                                                                     |                    |                    |                    |                                         |
| 1983 | 22,21%                |                      |                                                                     |                    |                    |                    |                                         |
| 1984 |                       |                      |                                                                     |                    | 37,65%             | 28,57%             |                                         |
| 1985 | 25,84%                | 36,98%               |                                                                     |                    |                    |                    |                                         |
| 1986 |                       |                      | 24,62% (primeira volta) 22,01% (segunda volta) 23,31% (valor médio) |                    |                    |                    |                                         |
| 1987 | 28,43%                |                      |                                                                     | 27,58%             |                    |                    |                                         |
| 1988 |                       |                      |                                                                     |                    | 41,15%             | 32,35%             |                                         |
| 1989 |                       | 39,14%               |                                                                     | 48,90%             |                    |                    |                                         |
| 1991 | 32,22%                |                      | 37,84%                                                              |                    |                    |                    |                                         |
| 1992 |                       |                      |                                                                     |                    | 37,85%             | 33,70%             |                                         |
| 1993 |                       | 36,57%               |                                                                     |                    |                    |                    |                                         |
| 1994 |                       |                      |                                                                     | 60,07%             |                    |                    |                                         |
| 1995 | 33,70%                |                      |                                                                     |                    |                    |                    |                                         |
| 1996 |                       |                      | 33,71%                                                              |                    | 40,84%             | 34,74%             |                                         |
| 1997 |                       | 39,90%               |                                                                     |                    |                    |                    |                                         |
| 1998 |                       |                      |                                                                     |                    |                    |                    | 68,10% (aborto) 51,88% (regionalização) |
| 1999 | 38,91%                |                      |                                                                     | 60,07%             |                    |                    |                                         |
| 2000 |                       |                      |                                                                     |                    | 46,70%             | 30,09%             |                                         |
| 2001 |                       | 39,88%               | 50,29%                                                              |                    |                    |                    |                                         |
| 2002 | 38,52%                |                      |                                                                     |                    |                    |                    |                                         |
| 2004 |                       |                      |                                                                     | 61,40%             | 44,77%             | 39,53%             |                                         |
| 2005 | 35,74%                | 39,06%               |                                                                     |                    |                    |                    |                                         |
| 2006 |                       |                      | 38,47%                                                              |                    |                    |                    |                                         |
| 2007 |                       |                      |                                                                     |                    |                    | 39,25%             | 56,43%                                  |
| 2008 |                       |                      |                                                                     |                    | 53,34%             |                    |                                         |
| 2009 | 40,32%                | 40,97%               |                                                                     | 63,22%             |                    |                    |                                         |
| 2011 | 41,93%                |                      | 53.48%                                                              |                    |                    | 45,62%             |                                         |
| 2012 |                       |                      |                                                                     |                    | 52,14%             |                    |                                         |
| 2013 |                       | 47,40%               |                                                                     |                    |                    |                    |                                         |
| 2014 |                       |                      |                                                                     | 66,10%             |                    |                    |                                         |
| 2015 | 44,14%                |                      |                                                                     |                    |                    | 50,42%             |                                         |
| 2016 |                       |                      | 51,33%                                                              |                    | 59,15%             |                    |                                         |
| 2017 |                       | 45,03%               |                                                                     |                    |                    |                    |                                         |
| 2019 | 51,40%                |                      |                                                                     | 69,25%             |                    | 44,50%             |                                         |
| 2020 |                       |                      |                                                                     |                    | 54,59%             |                    |                                         |